# Giusformalismo
(Rudolf Stammler, Lehrbuch der Rechtsphilosophie, § 3.)
Per giusformalismo (o formalismo giuridico o positivismo giuridico) s'intende la corrente di pensiero filosofico-giuridica idealistica che studia la forma (che è carattere costante del fenomeno giuridico) piuttosto che il contenuto (che è carattere variabile del fenomeno giuridico) del diritto.
L'espressione giusformalismo è controversa perché la tendenza formalistica, essendo propria del pensiero filosofico generale, solo in tempi recenti ha trovato una prima delimitazione teorica. Ciò comporta che la tendenza formalistica riflessa nel pensiero giuridico manca, non solo della lunga tradizione delle correnti giusnaturalistiche, ma di una definizione precisa. Parimenti, l'espressione formalismo giuridico, ancorché sia la più diffusa, evidenzia fenomeni vari e non coordinati fra loro. Raramente si rinviene un autore che si riferisca alla sua teoria qualificandola come formale. È più comune, al contrario, ritrovare una tale qualificazione nei detrattori di queste teorie. Per esempio, Hans Kelsen è stato tacciato di formalismo, ma, invero, egli scrisse solo un articolo riguardo a tale questione e preferì definire la sua teoria pura anziché formale.

## Evoluzione storica

### Laforma, il formalismo ontologico antico e il formalismo gnoseologico dei moderni

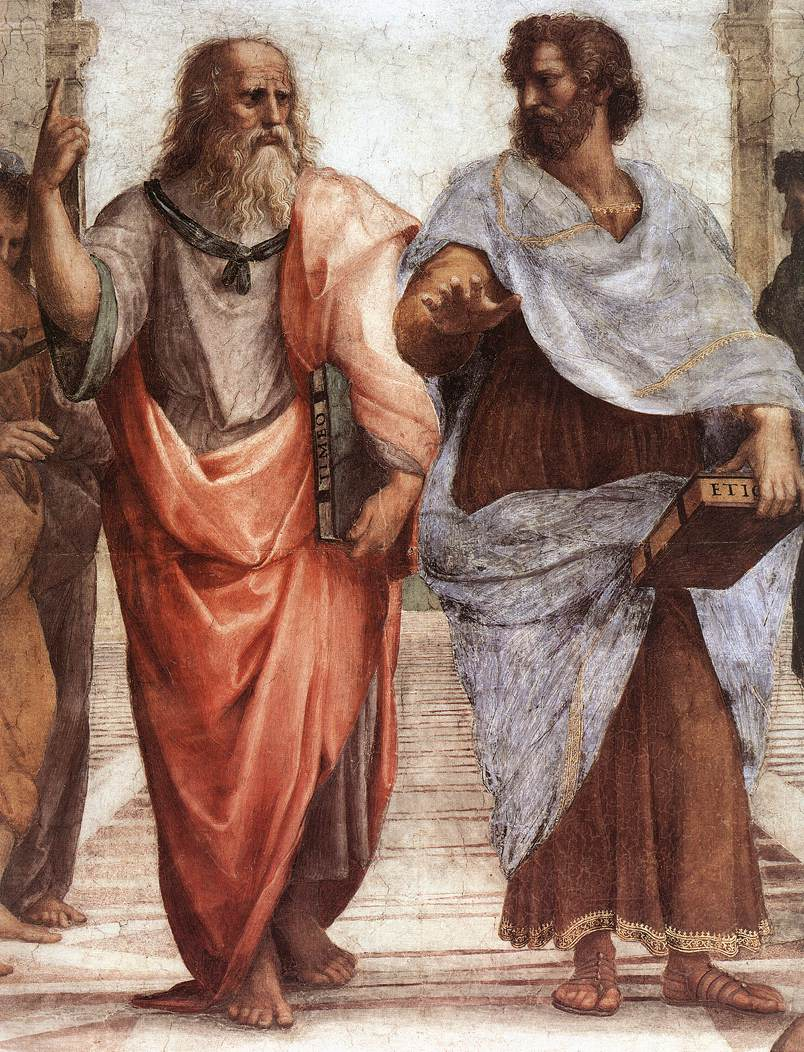
Platone e Aristotele.

La voce «forma» ha una lunga storia, nel corso della quale ha assunto i significati più disparati. Per ciò che concerne la filosofia e la teoria generale del diritto, basta evidenziare due accezioni peculiari della voce. Tali accezioni sono riconducibili, per un verso, al formalismo ontologico antico che da Platone e Aristotele si è trasfuso nella cultura medievale; per altro verso, devono essere ricondotte al formalismo gnoseologico moderno di Immanuel Kant e dei postkantiani.
Ancorché il precedente teorico del giusformalismo sia rinvenibile nelle correnti gnoseologiche kantiane e postkantiane, alla base di tale formalismo e di quello ontologico sta un senso comune della voce forma: essa, per entrambe le correnti formalistiche, assume un carattere spiccato di universalità e generalità.

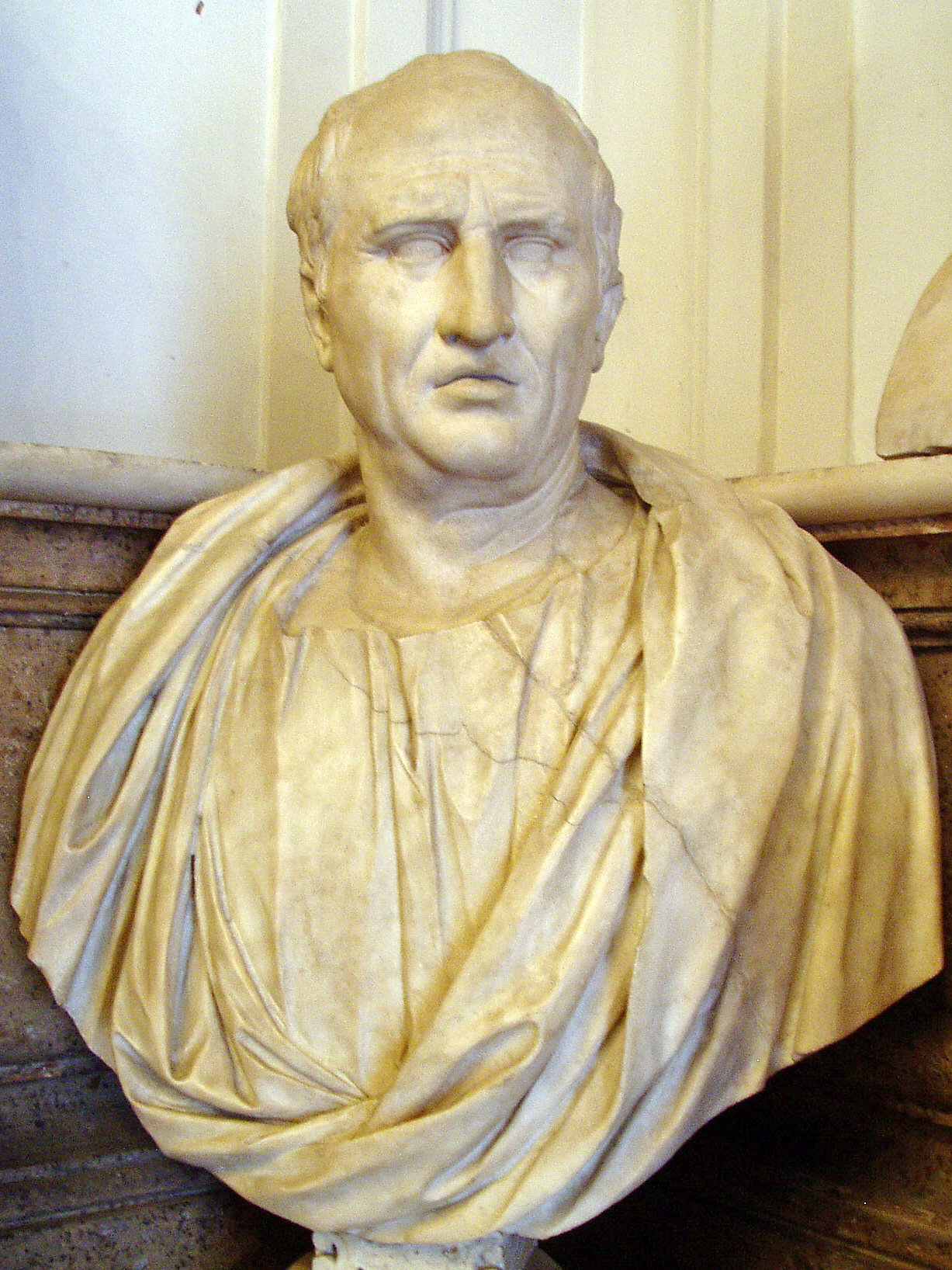
Erma di Cicerone esposta presso i Musei Capitolini a Roma.

Dal pensiero greco la voce forma si trasferì nel pensiero latino auspice l'opera di Marco Tullio Cicerone che tradusse nei suoi Topica la voce greca «εἶδος» come «aspetto»: aspetto esteriore visibile (radice id- collegata al latino video); aspetto generale-universale comune a cose diverse o a diverse guise della medesima cosa in tempi e luoghi differenti.
Ebbene i filosofi, sia antichi sia moderni, si sono soffermati sull'accezione di «forma» come aspetto generale-universale interpretandola diversamente nella corrente ontologica e in quella gnoseologica. Il nesso fra forma e generalità si rinviene, altresì, in un luogo dell'opera ciceroniana dianzi citata (Top. 3), dacché si stabilisce: «forma enim a genere numquam seiungitur» («la forma non si separa mai dal genere»).
Gli antichi pensatori greci videro le forme sul piano della filosofia dell'essere, come aspetti generali dell'essere dotati di un'esistenza oggettiva, reale o ideale, indipendente dalla conoscenza umana. Nella Metafisica Aristotele, partendo dall'argomentazione che «la forma è solamente una e individua», inferisce (attribuendo la paternità dell'inferenza a Platone) che «gli elementi costitutivi delle forme [sono] gli elementi di tutti gli esseri».
Il problema delle forme s'identificherà in età Scolastica con la questione ontologica dei generi, delle specie e del loro rapporto che si porrà a fondamento della disputa sugli universali. Tale disputa prese le mosse da un passo della Isagoge di Porfirio alle Categorie di Aristotele e ai commenti di Boezio che asseriva: «Intorno ai generi e alle specie, non dirò qui se essi sussistano oppure siano posti soltanto nell'intelletto, né, nel caso che sussistano, se siano corporei o incorporei, se separati dalle cose sensibili o situati nelle cose stesse ed esprimenti i loro caratteri comuni» (Isag. 1). Le soluzioni proposte per risolvere la disputa, realismo e nominalismo, coincidono coi due indirizzi fondamentali della logica antica (platonico-aristotelica) e medievale (stoica). Verso la fine del secolo XIV, tali indirizzi furono chiamati formalismo (propugnato dai sostenitori dello scotismo) e terminismo (sostenuto dai seguaci di Guglielmo di Ockham).
- esternalità;[7]
- reciprocità;[7]
- formalità.[7]

Questo terzo carattere è così espresso: «In questa reciproca relazione di un arbitrio (intendendosi per «arbitrio» la facoltà del consociato di desiderare e conseguire il suo oggetto) con un altro non si prende affatto in considerazione la materia dell'arbitrio, cioè lo scopo che uno si propone con l'oggetto che egli vuole: per esempio, non si domanderà affatto se alcuno con le merci, che egli per il suo proprio commercio compra da me, potrà, sì o no, trovare anche il suo proprio vantaggio, ma non si deve considerare che la forma nella risoluzione dei due arbitrii, in quanto questi sono considerati assolutamente come liberi, e cercare unicamente se l'azione di uno dei due possa accordarsi con la libertà dell'altro secondo una legge universale».

Per Norberto Bobbio questa frase stabilisce che il compito del diritto non consiste nell'indicare cosa gli individui debbano fare nei loro reciproci rapporti, ma, invero, come debbano farlo, in quali forme, «in modo da non urtarsi a vicenda».

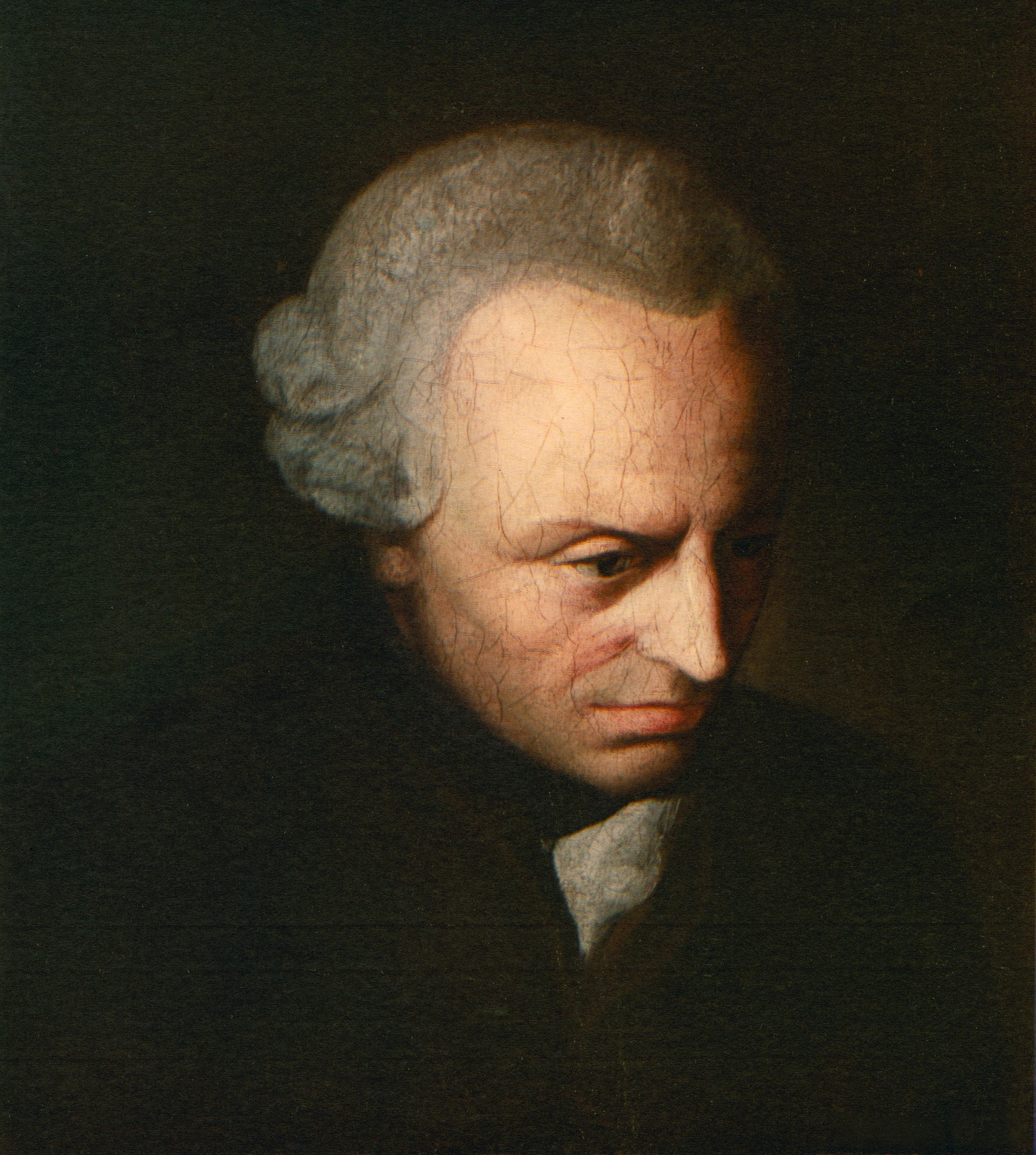
Immanuel Kant.

Per Kant e i postkantiani (soprattutto i neokantiani o idealisti), la forma costituisce un prodotto «della fonte interna dell'intuire puro e del pensare puro» tramite cui l'uomo ordina la materia data alla sua coscienza attraverso i sensi. L'intuire puro e il pensiero puro di cui Kant parla nella Critica della ragion pura, davanti alla rappresentazione sensibile della materia, «sono per la prima volta portati a esercitarsi e producono concetti». Sul piano gnoseologico le forme acquistano un'universalità maggiore rispetto a quella intesa dalla corrente ontologica antica (Kant definirà le sue forme pure come «trascendentali», per distinguerle da una conoscenza basata sulla mera esperienza). Dal sommo grado di universalità raggiunto attraverso le pure forme, Kant distingue gradi inferiori di universalità cui la coscienza conoscente umana può addivenire attraverso l'esperienza.

La doppia tesi kantiana poggia su una riflessione a priori in grado di tracciare una linea di confine fra il materiale-particolare (il contenuto del diritto) e il formale-universale (la forma linguistica del diritto). Inoltre, il sistema delle pure forme dev'essere ricondotto a un limitato novero d'ipotesi.

### Il formalismo giuridico della pandettistica
Al momento della generalità (ma non a quello della universalità) ha guardato anche la metodologia della Pandettistica.

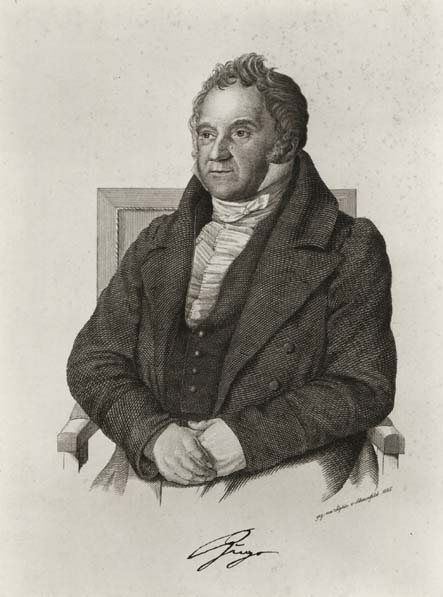
Gustav Hugo, precursore della Scuola storica del diritto.

È necessario chiarire, però, che la denominazione «formalismo giuridico» non proviene dai pandettisti, ma dai critici e dagli storici successivi, ad esempio Mario Giuseppe Losano in uno scritto del 1972 su un'opera di Rudolf von Jhering, Der Zweck im Recht (Lo scopo nel diritto), accenna a una «corrente di formalismo giuridico» – che hanno guardato all'ampio ricorso ai metodi della logica formale fatto dai giuristi dell'epoca.

Gli storicisti, soprattutto Georg Friedrich Puchta, sono stati i precursori della scienza giuridica moderna, assegnandole uno spazio culturale proprio, distinto, da un lato, da quello filosofico del giusnaturalismo e, dall'altro, da quello della tradizionale tecnica esegetica.

L'elemento discriminante fra i settori culturali testé citati risiede nell'oggetto dell'indagine scientifica, che per gli storicisti consiste nell'insieme dei valori storicamente condizionati di un particolare diritto positivo, nonché nel novero degli istituti e delle norme di un sistema giuridico reale.

Nella pandettistica l'approccio al diritto positivo è di tipo sistematico-dogmatico, riconducendo la realtà storica di un ordinamento positivo a concetti generali e istituti i cui rapporti rappresentano il fitto intreccio presente nella vita giuridica.

Il nuovo compito della scienza giuridica è quello di costruire un sistema concettuale che domini la materia giuridica e un complesso di categorie che consideri ogni parte, piccola o grande, di tale materia giuridica, assegnandole la propria collocazione. Così il formalismo diviene concettualismo e si trasforma in formalismo scientifico.

Per il tono teoretico e concettuale assunto dalla metodologia dei pandettisti, i critici (soprattutto Jhering, il quale, nello scritto Wieder auf Erden, stabilisce che ogni giurista opera coi concetti, a partire dai giureconsulti romani, ma se la scienza giuridica espunge dal suo campo operativo «lo scopo pratico e le condizioni di applicabilità del diritto» essa è aberrante) hanno bollato l'indirizzo come Begriffsjurisprudenz (giurisprudenza concettuale), giacché esso, abusando del concettualismo finalizzato alla ricerca di una interna ragione di validità sistematica e colmando le lacune del diritto ricorrendo al materiale normativo dato attraverso un processo deduttivo, ha perso ogni contatto con la realtà, divenendo semplice metafisica.

### Il giusformalismo postkantiano

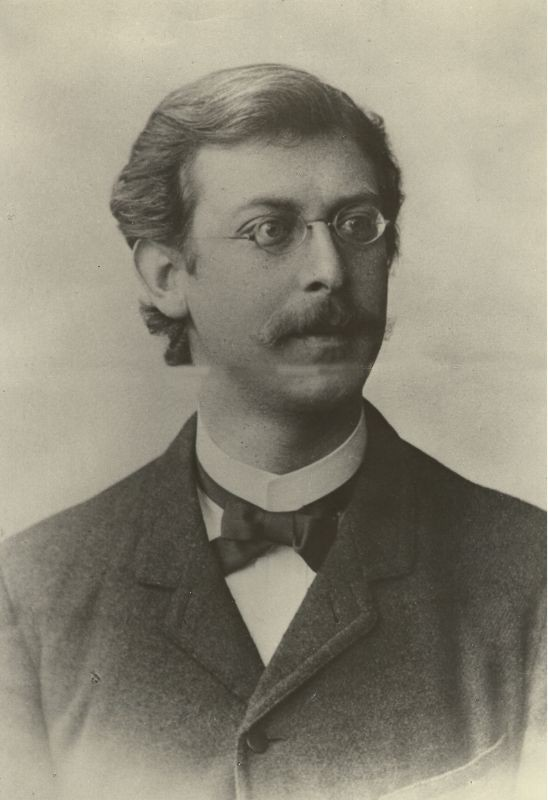
Rudolf Stammler.

Il formalismo gnoseologico kantiano, che maggiormente ha influenzato il giusformalismo, ha dominato lo scenario filosofico-giuridico fra la seconda metà dell'Ottocento e i primi anni del Novecento. Fra gli autori maggiormente ispirati dal formalismo kantiano è degno di nota Rudolf Stammler, esponente della Scuola di Marburgo, che può essere assunto ad esempio come teorico del diritto neokantiano.

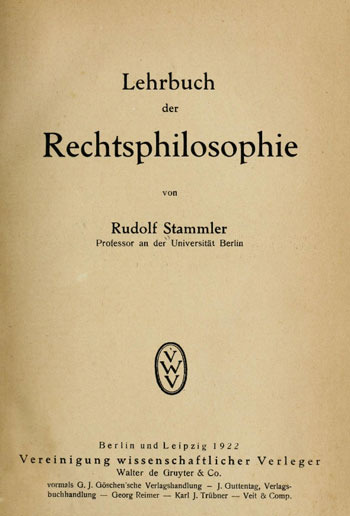
Il frontespizio del Lehrbuch der Rechtsphilosophie.

Stammler, nelle sue opere intitolate Theorie der Rechtswissenschaft (Teoria della scienza giuridica) del 1911 e Lehrbuch der Rechtsphilosophie (Manuale di filosofia del diritto) del 1922, illustra il ruolo delle forme pure ai fini di una ricostruzione filosofica del diritto, interpretandole come condizioni di possibilità del pensiero giuridico. Per Stammler le forme costituiscono una «universalità incondizionata» in grado di condizionare la materia giuridica. Secondo questo orientamento, nella mente umana esiste una forma pura mediante la quale l'uomo ha conoscenza del diritto, quantunque le sue manifestazioni siano nel tempo variabili e disparate. Le forme pure del pensiero giuridico compongono una «unità articolata ed esauriente» («eine erschöpfende gegliederte einheit») – immaginata da Stammler come un disco a cerchi concentrici – al cui centro è rinvenibile il concetto di diritto che è una «volontà vincolante autonoma inviolabile» («das unverletzbar selbstherrlich verbindende Wollen»). Dal concetto di diritto Stammler ricava otto categorie (definite «semplici»), due per ognuna delle note del concetto in sé («volontà», «vincolo», «autonomia» e «inviolabilità»):
- i fenomeni spaziali del soggetto («Rechtssubjekt»);[32]
- i fenomeni spaziali dell'oggetto («Rechtsobjekt»);[32]
- i fenomeni temporali del fatto («Rechtsgrund»);[32]
- i fenomeni temporali dell'effetto («Rechtsverhältnis»);[32]
- le situazioni giuridiche di supremazia («Rechtshoheit»);[32]
- le situazioni giuridiche di subordinazione («Rechtsunterstelltheit»);[32]
- le modalità giuridiche dell'azione conforme al diritto («Rechtmäßigkeit»);[32]
- le modalità giuridiche dell'azione difforme al diritto  («Rechtswidrigkeit»).[32]

Dal complesso delle otto categorie, attraverso combinazioni, ricava ventiquattro concetti (definiti «derivati») che, associati agli elementi testé citati e al concetto di diritto, compongono l'insieme delle pure forme, ossia l'essere e l'unità del diritto che si contrappone alla molteplicità e al divenire dei fenomeni storici del diritto. Il carattere formale dei concetti giuridici fondamentali, risultando da una deduzione a priori, è puro. Tale processo logico vorrebbe corrispondere a quello intrapreso da Kant nella Critica della ragion pura, ove si dice che le pure forme del pensiero, condizionanti l'esperienza, permettono l'elaborazione scientifica.
Nella concezione stammleriana i risultati prodotti dalla scienza giuridica, poiché il suo metodo procede attraverso comparazioni e generalizzazioni fra ordinamenti giuridici storicamente dati, sono dotati di una «universalità relativa», mentre quelli raggiunti dalle ricerche di filosofia del diritto sono dotati di una «universalità incondizionata», giacché esse usano del metodo critico di derivazione kantiana. Ma la filosofia del diritto, se da un lato ha una funzione teoretica volta alla determinazione del concetto del diritto, assolve anche un compito pratico ed etico, determinando il valore e il fine assoluto del diritto.
Tuttavia, nonostante la notorietà della teoria logica stammleriana, essa fu discussa. Ciò accadde perché nelle forme a priori del pensiero giuridico si sospettarono astrazioni compiute su dati empirici. Una tale accusa non appare infondata e, anzi, costituisce il carattere che inficia l'intera corrente filosofico-giuridica neokantiana, poiché nel diritto non appare ammissibile l'esistenza di forme a priori, dato che le forme pure kantiane si rivolgono a tutti i dati dell'esperienza in generale, mentre quelle giuridiche non possono possedere un tal carattere per la loro applicazione a un settore specifico e determinato dell'esperienza. Dunque, le forme giuridiche presuppongono sempre la conoscenza empirica del fenomeno di cui vorrebbero essere la condizione trascendentale di conoscibilità.

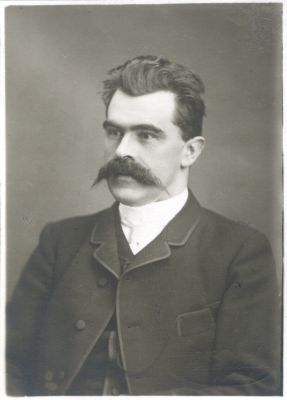
Karl Magnus Bergbohm.

Importante esponente del formalismo postkantiano fu anche Karl Magnus Bergbohm, l'ideologo del formalismo realistico, il quale, nella sua opera del 1892, intitolata Jurisprudenz und Rechtsphilosophie (Giurisprudenza e Filosofia del diritto), delinea una separazione fra la filosofia materiale («materielle Rechtsphilosophie»), desumibile dallo studio dei contenuti degli ordinamenti giuridici storicamente dati, e la filosofia formale («formelle Rechtsphilosophie») o teoria generale del diritto, concentrata sullo studio della forma del diritto. La filosofia formale guarda la forma come ciò che caratterizza il diritto (ossia, come ciò che è proprio del diritto: «Rechtseigenschaft») e crea la metodica, la logica e la teoria della concoscenza del diritto.

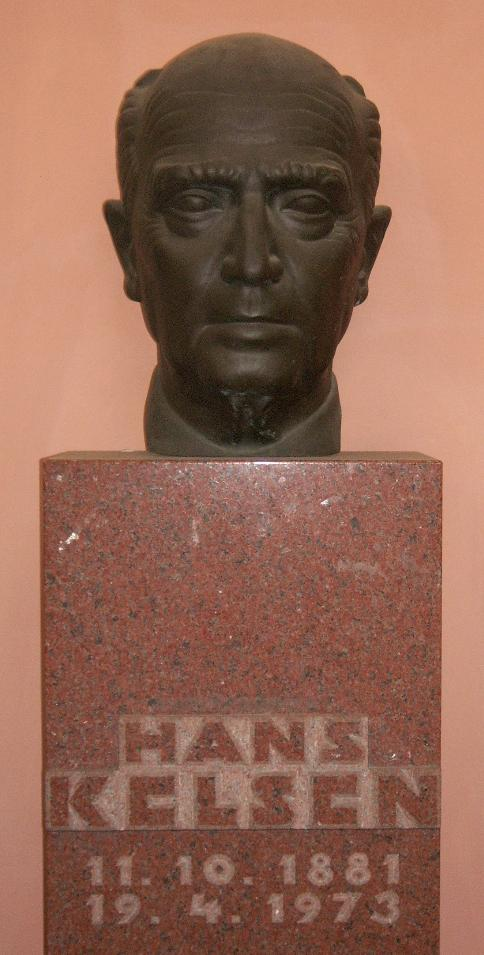
Busto di Hans Kelsen all'Università di Vienna.

Costituisce un ponte fra la filosofia del diritto d'impronta neokantiana e la teoria generale del diritto, la dottrina pura del diritto («reine Rechtslehre») – espressione usata anche dallo Stammler nella sua opera Theorie der Rechtswissenschaft– di Hans Kelsen e della Scuola di Vienna. Anche nella teoria kelseniana si rinviene la distinzione fra la forma, che caratterizza ogni diritto ed è riscontrabile in ogni ordinamento giuridico, e il contenuto, apprezzabile solo attraverso lo studio di un ordinamento positivo determinato. Per Kelsen la scienza giuridica deve cogliere la forma e soltanto la forma. Formale dev'essere il metodo scientifico e così i concetti giuridici. Conoscenza formale nella nomenclatura filosofica kelseniana significa conoscenza concettuale di ciò che è pienamente universale. L'approccio formale alla scienza giuridica deve produrre un metodo giurisprudenziale che consideri il diritto senza contenuto, ossia deve condurre a una geometria del fenomeno giuridico totale («eine Geometrie der totalen Rechtserscheinung»).

Nell'opera del 1911 intitolata Hauptprobleme der Staatsrechtslehre entwickelt aus der Lehre vom Rechtssatze (Problemi fondamentali della dottrina del diritto pubblico esposti a partire dalla dottrina della proposizione giuridica) suddivisa in tre parti, il Maestro praghese, dopo aver illustrato il metodo formale della scienza giuridica, si concentra sulla forma dell'apparire oggettivo della norma («Die objektive Erscheinungsform des Rechtssatzes») e sulla forma dell'apparire soggettivo della norma («Die subjektiven Erscheinungsformen des Rechtssatzes»).
La forma dell'apparire oggettivo della norma è la sua forma logica – la quale si ricava attraverso un'analisi formale che dà evidenza a una contrapposizione di natura logico-formale –, la sua natura di giudizio ipotetico in cui si consuma il contrasto fra l'essere («Sein») di una fattispecie determinata e il dover-essere («Sollen») di una conseguenza che l'ordinamento postula. Questa distinzione (che rappresenta il contrasto fra il reale e l'ideale) costituisce il ponte fra la teoria generale del diritto kelseniana e la filosofia del diritto d'ispirazione neokantiana.

## Il formalismo giuridico nell'opera di Bobbio

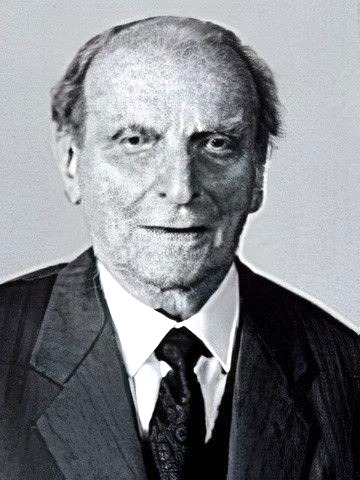
Norberto Bobbio.

Nello scritto del 1965 intitolato Giusnaturalismo e positivismo giuridico, Norberto Bobbio tenta di diradare i dubbi teorici suscitati dalla voce «formalismo giuridico», dato che «una polemica generale e generica contro il formalismo finisce per essere una fonte di confusione che produce equivoci, incomprensioni, discussioni inutili, esclusioni ingiustificate».
Per far ciò, l'autore fornisce quattro possibili significati di «formalismo giuridico», premettendo di non pretendere che siano i soli possibili. Tali possibili significati sono costituiti da:
- una concezione formale della giustizia;[41]
- una teoria formale del diritto;[7]
- una scienza del diritto come scienza formale;[42]
- una interpretazione formale del diritto.[43]

In una nota alla sua esposizione, Bobbio mette a confronto la sua dottrina con quella di Giovanni Tarello, il quale «distingue diversi significati di "formalismo giuridico", secondoché l'espressione indichi un determinato tipo di ordinamento giuridico, un determinato atteggiamento del giurista di fronte al diritto, una determinata concezione del diritto (il diritto come forma), una determinata concezione della scienza giuridica (come scienza formale), un determinato modo d'interpretare il diritto», concludendo che fra le loro interpretazioni si rinviene «una certa corrispondenza».

### Una concezione formale della giustizia
Il primo assunto da cui muove la costruzione teorica del Bobbio è quello d'identificare il formalismo giuridico con una certa idea di giustizia. Secondo tale impostazione, per giustizia s'intende quella teoria che ritiene giusto l'atto conforme alla legge e ingiusto quello difforme. Con maggior proprietà, si può parlare di «formalismo etico», dato che quest'accezione di giustizia condivide con altre correnti formalistiche dell'etica l'asserzione che il giudizio etico consiste in un giudizio di conformità dell'atto alla norma, producendo la considerazione sulla bontà o perniciosità dell'atto a seconda che sia o meno conforme alla legge. Dunque, in questa accezione, la giustizia coincide col legalismo (ossia, giustizia è mera conformità alla norma). Per Bobbio una buona parte delle accuse mosse al formalismo giuridico scaturiscono dall'impostazione legalistica della giustizia, onde ne consegue l'esigenza di una giustizia più elastica che sappia discernere il giudizio di legalità dal giudizio sulla giustizia o ingiustizia delle azioni. Difatti, è possibile che i due giudizi divergano, dato che un'azione giusta può essere illegale e legale può essere un'azione ingiusta.
Alle accuse promosse dagli assertori delle teorie antiformalistiche Bobbio replica che fra i giuristi una simile accezione della giustizia non è comune e, anzi, essi propugnano la legalità, che è cosa diversa dal legalismo. La legalità è uno strumento per distinguere la giuridicità o la non giuridicità di un atto, senza comportare una valutazione riguardo alla giustizia o all'ingiustizia dell'atto. Dunque, per Bobbio, il diritto positivo va osservato perché diritto, al di là di ogni giudizio di valore sulla giustizia o ingiustizia. Il legalismo, al contrario, presuppone un altro criterio, secondo cui «la legge positiva è giusta per il solo fatto di essere legge». Invero, la concezione legalistica della giustizia riferita al diritto positivo è assai rara e l'autore storicamente ne riconosce solo due modelli:
- uno convenzionalistico, ispirato alla filosofia di Thomas Hobbes, secondo cui non esiste giustizia o ingiustizia prima di una convenzione, dato che nello stato di natura tutto è lecito. Tuttavia, una volta stretta la convenzione, essa diviene criterio di valutazione della giustizia o della ingiustizia degli atti che a essa si conformano o la infrangono;[41]
- uno naturalistico, ispirato alla filosofia di Baruch Spinoza, secondo cui è giusto ciò che ciascuno ha il potere di fare per natura. In una simile visione, il criterio per valutare la giustizia o l'ingiustizia degli atti è la regola posta da colui o coloro che naturalmente hanno il potere di porla.[41]

Quello che Bobbio ritiene che non sia infrequente è un legalismo riferito al diritto naturale, dato che anche nella storia del giusnaturalismo la definizione più comune della giustizia è quella formale. Attraverso questa constatazione l'autore perviene alla conclusione che «la concezione formale della giustizia non è affatto da ripudiare e tanto meno da irridere, ma da tener presente in ogni discussione intorno al giusto e all'ingiusto, perché ogni ordinamento giuridico, sia esso positivo o naturale, divino od umano, sembra non ne possa fare a meno».
Infine, la concezione formale della giustizia soddisfa due valori fondamentali che contribuiscono alla formulazione della comune accezione di giustizia:
- l'ordine, perché esso esige che le regole siano osservate;[41]
- l'uguaglianza, perché dalla circostanza che i consociati cui sono dirette le regole si conformino a esse deriva la conseguenza di un loro eguale trattamento.[41] Ciò, prosegue Bobbio, è espresso efficacemente da Chaïm Perelman, il quale sostiene: «L'eguaglianza di trattamento non è che una conseguenza logica del fatto che ci si attiene alla regola».[45]

### Una teoria formale del diritto
In secondo luogo per formalismo giuridico Bobbio intende una precipua teoria del diritto, ossia la teoria di quella «sfera dell'attività pratica dell'uomo che suole essere distinta dalla morale, dal costume, dall'economia, eccetera». Scopo della teoria del diritto è quello di fornire una definizione del diritto, in modo da distinguerlo dalla morale, dal costume, dall'economia, eccetera. Una teoria del diritto si dice «formalistica» allorché definisca il diritto come forma, ossia consideri il diritto come momento formale di una realtà più ampia (per esempio quella sociale) che lo comprende.
Nella trattazione Bobbio individua una teoria del diritto come forma in Kant, ma la bolla come unilaterale – quantunque la ritenga utile per illustrare la pluralità delle accezioni di formalismo giuridico –, dato che in ogni ordinamento giuridico, accanto alle norme che disciplinano le modalità di svolgimento dei comportamenti (cosiddette norme tecniche, rispondenti al criterio «se vuoi A, devi B»), vi sono norme che entrano nel merito del comportamento (per esempio le norme contenenti direttive economiche). L'unilateralità della teoria deriva dalla peculiare concezione ideologica del Kant di matrice individualistica e liberale, secondo cui il fine del diritto consiste nella limitazione delle libertà individuali.
La teoria kantiana del diritto come forma differisce da quella propugnata dai giuristi. Nondimeno, in Kant si può ritrovare un'anticipazione della teoria del diritto come forma sostenuta dai giuristi. Ciò avviene, ad esempio, lì ove Kant, stabilendo che elemento costitutivo del diritto è la coazione, illustra che per aversi il passaggio dallo stato di natura (in cui vige il diritto naturale o privato) allo stato civile (in cui vige il diritto positivo o pubblico) deve istituirsi il potere coattivo, il cui fine è quello di rendere perentori i rapporti intersoggettivi che nello stato di natura sono provvisori. A questa teoria del diritto come forma si rifà la dottrina pura del diritto di Kelsen, il quale, dichiarandosi apertamente kantiano (nella sua concezione filosofica del diritto), pone a fondamento della sua trattazione la funzione coercitiva del diritto e dell'ordinamento giuridico. Per Kelsen ciò che rileva non è il fine o il contenuto della regolamentazione giuridica, ma la forma della regolamentazione e, in ispecie, la regolamentazione attraverso il potere coattivo.
Oltre questa possibile concezione formalistica del diritto, Bobbio indica come teoria del formalismo giuridico il cosiddetto «normativismo». Per normativismo l'autore intende «la dottrina secondo cui un fatto (nel senso più largo) è giuridico quando è preso in considerazione da una norma che gli attribuisce determinate conseguenze». In questa visione la forma assume la funzione di un contenitore che non muta al mutar del contenuto (che può essere un fatto economico, sociale, morale).
Bobbio, infine, avverte che la teoria del diritto come forma e il normativismo, seppur sovente confusi fra loro, non coincidono, dacché la prima è una teoria generale del diritto che risponde alla domanda: «Qual è la natura del diritto?»; il secondo è un modo di considerare i fenomeni giuridici che risponde al quesito: «Come si distinguono i fatti giuridicamente rilevanti da quelli irrilevanti?». Inoltre, la differenza fra i due indirizzi emerge anche con riguardo alle dottrine cui si oppongono, dato che la teoria del diritto come forma avversa qualsiasi teoria che cerchi di definire il fenomeno giuridico rinviando alla nozione di bene comune; mentre il normativismo respinge ogni teoria sociologica e realistica.

### Una scienza del diritto come scienza formale
La nozione di normativismo permette al Bobbio di considerare un terzo gruppo di significati connessi al formalismo giuridico. Difatti, il normativismo designa un certo tipo di scienza giuridica e, specificamente, una scienza giuridica formale, denominata «formalismo scientifico».
Per scienza giuridica in senso formale Bobbio intende una forma di sapere che qualifica normativamente i fatti, il cui fine è la «costruzione» e il sistema. La nozione di costruzione, elaborata da Jhering, consiste in un processo tramite cui il giurista sussume un fatto, un atto, un rapporto o un istituto in una determinata categoria giuridica di guisa che gli possa attribuire una qualificazione e una collocazione entro il sistema giuridico. La costruzione permette di attribuire determinate conseguenze giuridiche a un fatto, un atto, un rapporto o un istituto, nonché permette la formazione del sistema giuridico. Così la costruzione, nell'interpretazione bobbiana, si collega intimamente alla «dogmatica», la quale costituisce, in senso dinamico, «l'effetto della costruzione dei giuristi», e, in senso statico, «un insieme di modelli apprestati per l'opera di costruzione». Un tale tipo di ricerca è formale, poiché il suo fine non è la spiegazione causale o la giustificazione teleologica di un istituto, ma la determinazione del suo status normativo. Il trait d'union fra questo formalismo scientifico e il normativismo, spiega Bobbio, è costituito dalla concezione formale della scienza giuridica propria del normativismo, secondo cui «il diritto è un insieme di qualificazioni normative di comportamenti, onde il compito di una ricerca scientifica del diritto si risolve in una riconduzione dei comportamenti alle strutture e in continua costituzione e ricostituzione delle strutture medesime».
Nondimeno, Bobbio tiene a precisare che può parlarsi di scienza giuridica formale anche prescindendo dal normativismo, «perché, se non si fanno le debite distinzioni, si finisce per coinvolgere nella critica al normativismo [...] alcune innocenti ricerche che possono dirsi formali senza essere necessariamente compromesse con la teoria normativa». Difatti l'autore, nell'opera Studi sulla teoria generale del diritto, ha chiamato «formale» la teoria generale del diritto, avendo essa come oggetto di studio non già il regolato ma i problemi relativi alla regola giuridica, nonché i problemi della struttura normativa del diritto come ordinamento giuridico, senza mai ritenere, tuttavia, che il normativismo fosse la sola unica teoria generale del diritto.
Nella sua dissertazione Bobbio richiama Angelo Ermanno Cammarata che, a parer suo, «ha fatto del termine "formalismo" un termine centrale della sua costruzione teorica», intendendolo tuttavia come «uno studio che prescinde da ogni indagine di carattere psicologico sui motivi dell'azione». Dopo aver accennato a un'altra possibile interpretazione di «formalismo», Bobbio perviene alla conclusione che non è dirimente «giudicare se i termini di "teoria generale del diritto" e di "formalismo" siano convenienti [o meno, ma è importante rimarcare che nessuno dei due si propone come unica forma di conoscenza giuridica]. [Entrambi] mettono in luce [...] l'importanza e l'autonomia dei problemi di struttura e li distinguono dai problemi sociologici, storici, psicologici, eccetera. E rimproverare a ricerche strutturali di essere formali è come rimproverare a un cavallo di essere equino».
Ciononostante, Bobbio individua nella «logica giuridica» un'altra indagine formale, la quale può essere intesa in due modi, ossia:
- come logica delle proposizioni normative;[42]
- come indagine sul ragionamento dei giuristi.[42]

Dopo aver enumerato le duplici accezioni di logica giuridica in senso stretto (ossia logica applicata al diritto), l'autore avverte che essa, quantunque sia un ramo importante dello studio del diritto, «non si deve confondere con una qualsiasi concezione formalistica del diritto [e che] non implica affatto una concezione generale del diritto come forma priva di contenuto, o come sistema razionale ipotetico-deduttivo, e non insinua neppure la pretesa, paventata dai giuristi, che si voglia giungere ad una formalizzazione rigorosa del ragionamento giuridico».

### Una interpretazione formale del diritto
Bobbio sostiene che i «connotati di una teoria formalistica [...] sono tratti ora del metodo adottato per interpretare e per applicare la legge, ora dalla funzione attribuita all'interprete, ora congiuntamente, da entrambi». Con riguardo al metodo, si considera formalistica la preferenza accordata all'interpretazione logica e sistematica rispetto a quella storica e teleologica. L'autore fa notare che il dualismo fra queste modalità interpretative contrappone gli orientamenti della Scuola storica del diritto a quelli della Scuola della giurisprudenza degli interessi.
Con riguardo alla funzione dell'interprete, si ha teoria dell'interpretazione formale, ogniqualvolta al giudice sia attribuita una mera funzione dichiarativa del diritto positivo e non già creativa. La prevalenza alla funzione dichiarativa è assegnata dai seguaci del «metodo tradizionale», mentre il contrario è affermato dai sostenitori del movimento del diritto libero (cosiddetta Freie Rechtsfindung di Eugen Ehrlich).
Bobbio, dopo aver enumerato le contrapposte posizioni degli orientamenti testé citati, conclude sostenendo la non necessità «di sottolineare la parentela tra le dispute intorno al metodo e quelle intorno alla funzione: chi pregia le argomentazioni di carattere logico-sistematico è segno che vuole un giudice dichiaratore del diritto esistente; chi dà prevalenza all'indagine dei fini sociali e degli interessi, è segno che preferisce un giudice creatore di nuovo diritto».
Secondo l'autore, il quale trova conferma del suo convincimento in uno scritto di Luigi Bagolini, la scelta del giudice fra un'interpretazione basata sui concetti giuridici e una fondata sulle valutazioni degli interessi produce degli effetti sulla sentenza. Difatti, secondo che si scelga fra l'uno o l'altro degli orientamenti, si avrà o una decisione alle «questioni logico-linguistiche che possiamo chiamare "formali"» o una decisione più attenta alle «questioni di fatto (interessi in gioco, gli scopi sociali da raggiungere». Bobbio prosegue sostenendo che, dati gli effetti scaturenti dall'adesione a uno degli indirizzi, «la scelta stessa del metodo sia condizionata dall'apprezzamento favorevole o sfavorevole delle conseguenze della decisione. Il giudice adotterà questo o quel metodo secondo che vorrà conseguire questo o quel risultato». Il filosofo continua l'argomentazione assegnando legittimità sia all'orientamento formalista (la giurisprudenza concettuale) sia a quello della giurisprudenza degli interessi, dacché è lo scopo che si vuol raggiungere a stabilire quali degli indirizzi sia da adottare, secondo che l'interprete si proponga finalità conservatrici o progressiste.
Assegnando valore dirimente al fine dell'interpretazione, tuttavia, la disputa non ha più natura metodologica, bensì ideologica e ciò che dev'essere indagato è, semmai, quale sia l'ideologia da preferirsi. Bobbio, nondimeno, si interroga su chi abbia la possibilità di valutare la legittimità delle ideologie e in quali circostanze, sostenendo tale tesi: «Dire che l'interpretazione concettuale è più conservatrice e quella rivolta agli scopi sociali e agli interessi è più progressiva, non vuol dire formulare un giudizio di valore: "conservatore" e "progressivo" vengono usati in questo contesto nel loro uso descrittivo, l'uno indicante la funzione di mantenere uno status quo, l'altro quella di mutarlo. Che questa funzione sia da apprezzare o disapprovare dipende unicamente dalla valutazione che diamo allo status quo: se lo giudichiamo degno di essere conservato, l'operazione di mantenerlo è buona; se lo consideriamo meritevole di ritocchi, buona è l'operazione opposta».

### Formalismo e positivismo giuridico
Secondo Bobbio il formalismo giuridico, in ognuna delle interpretazioni dianzi esposte, è «uno dei motivi di accusa e di condanna del positivismo giuridico».
A sostegno della sua tesi il filosofo adduce una constatazione sullo sviluppo della teoria antipositivista nell'Italia degli anni sessanta, la quale si articolò in due indirizzi:
- uno giusnaturalistico, che contrappose al diritto positivo un diritto superiore, visto come criterio di valutazione del primo;[48]
- uno realistico, che al diritto positivo oppose il diritto spontaneo (il cosiddetto spontaneous Law di Georges Gurvitch)[50], emanato direttamente dal comportamento dei soggetti.[48]

A parer di Bobbio entrambi gli indirizzi «contengono spunti antiformalistici», perché, da un lato, la teoria giusnaturalistica è presentata come teoria materiale del diritto, definendo il fenomeno giuridico non già attraverso i procedimenti della sua produzione o applicazione, bensì tramite il suo contenuto e le sue finalità; dall'altro lato, la teoria del diritto spontaneo è presentata come una critica delle teorie formali delle fonti del diritto, secondo le quali il diritto sarebbe solamente quello posto attraverso le norme sulla produzione giuridica dagli organi legislativi preposti a tal funzione.
L'autore conclude il ragionamento stabilendo che «si può sostenere che le due nozioni di formalismo e positivismo giuridico coincidano rispetto all'estensione, e di fatto vengono spesso usato come se fossero sinonimi».

## Formaeformalismonella nomenclatura giuridica
L'accezione di «forma» nella nomenclatura giuridica differisce da quella filosofica, giacché essa si rifà al senso ciceroniano di «εἶδος» (aspetto o forma) come aspetto esteriore visibile o sensibile. Per i giuristi, dunque, la forma è ciò che dà esteriore visibilità a un fenomeno le cui origini sono rinvenibili nella coscienza e nella volontà dei soggetti, nonché negli interessi e valori di un gruppo sociale. In diritto civile, ad esempio, s'individua la forma come elemento essenziale del negozio giuridico, confermando l'adagio secondo cui «nemo sine voce dixisse existimatur» («senza il linguaggio si ritiene che nessuno abbia espresso la propria volontà»). Dal versante del diritto costituzionale, invece, Costantino Mortati distingue fra una costituzione materiale (ossia l'insieme dei principi e strutture del regime politico in atto, «quel nucleo essenziale di fini e di forze che regge ogni singolo ordinamento positivo») e una costituzione formale (ossia la formulazione linguistica emergente dal testo costituzionale).

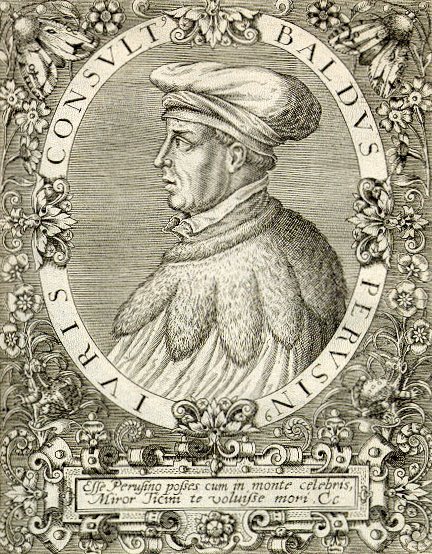
Baldo degli Ubaldi.

Storicamente, le voci «forma» e «formalis» – ancorché Andrea Guarneri Citati nello scritto del 1927 intitolato Indice delle parole, frasi e costrutti ritenuti indizio di interpolazione nei testi giuridici romani le ritenga interpolate – si rinvengono sovente e con diversa significazione nei testi latini. Esse potevano rappresentare l'aspetto esteriore visibile dei fenomeni giuridici, nonché (e questi sono i casi più frequenti) il tenore di una regola o di un principio di diritto.
Ma la contrapposizione fra forma e sostanza del diritto è maggiormente rappresentato dalle voci «voluntas» e «scripta» o «verba». Tuttavia, nell'epoca protomedievale (secoli V-XI), caratterizzata da naturalismo e primitivismo giuridico, il formalismo caratterizzante il mondo classico perde pregnanza, lasciano spazio a una lettura spassionata della natura delle cose. Cionondimeno, dalla contrapposizione tra «voluntas» e «scripta» o «verba», nel medioevo sapienziale (secoli XII-XIV) si definirà meglio il rapporto fra forma e sostanza dei fenomeni giuridici e ciò può riscontrarsi in un passo dell'opera Commentaria in primam Digesti Veteris partem, de pactis, huius edicti, in cui Baldo degli Ubaldi (definito da Charles Dumoulin come il più filosofo dei giuristi per l'uso ricorrente di concetti e ragionamenti della Scolastica tomistica), commentando Ulpiano, scrive: «In stipulatione aliud est substantia, aliud est forma, substantia consistit in consensu, forma consistit in solemnitate verborum» («sostanza è il consenso, la volontà dei contraenti; forma, invece, sono le parole, tramite cui la volontà dei contraenti si manifesta all'esterno»).

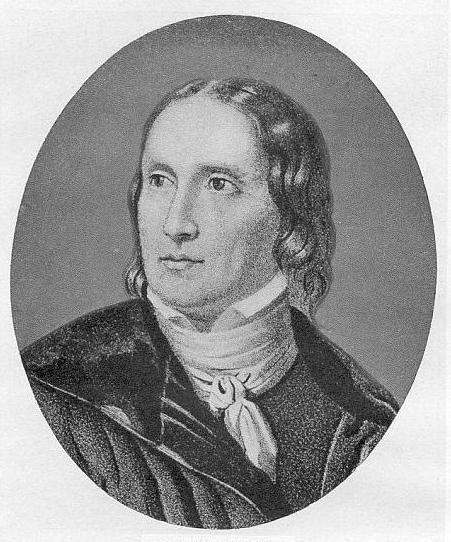
Friedrich Carl von Savigny.

Nella prima metà del XIX secolo la forma assume una definizione più stabile, anche grazie alla costruzione teorica della dichiarazione di volontà. Nella dichiarazione di volontà, infatti, sono distinguibili due momenti diversi: la forma (ossia la dichiarazione) e il contenuto (ossia la volontà); così la dichiarazione dà forma al fenomeno interiore della volontà. Questa idea fu teorizzata dal fondatore della Scuola storica, Friedrich Carl von Savigny nella sua opera del 1840, System des heutigen römischen Rechts (Sistema del diritto romano attuale).
Nell'ambito della sua teoria il Savigny distingue fra dichiarazioni di volontà formali e dichiarazioni di volontà informali o non formali, da qui la derivazione delle moderne forme vincolate e forme libere.

Paul Laband trarrà ispirazione dalla teoria del Savigny e la adatterà alla disciplina pubblicistica e alle dichiarazioni di volontà legislative, asserendo che esse assumono forma di documento pubblico tramite cui la legge diviene percepible dai sensi e giuridicamente esistente.

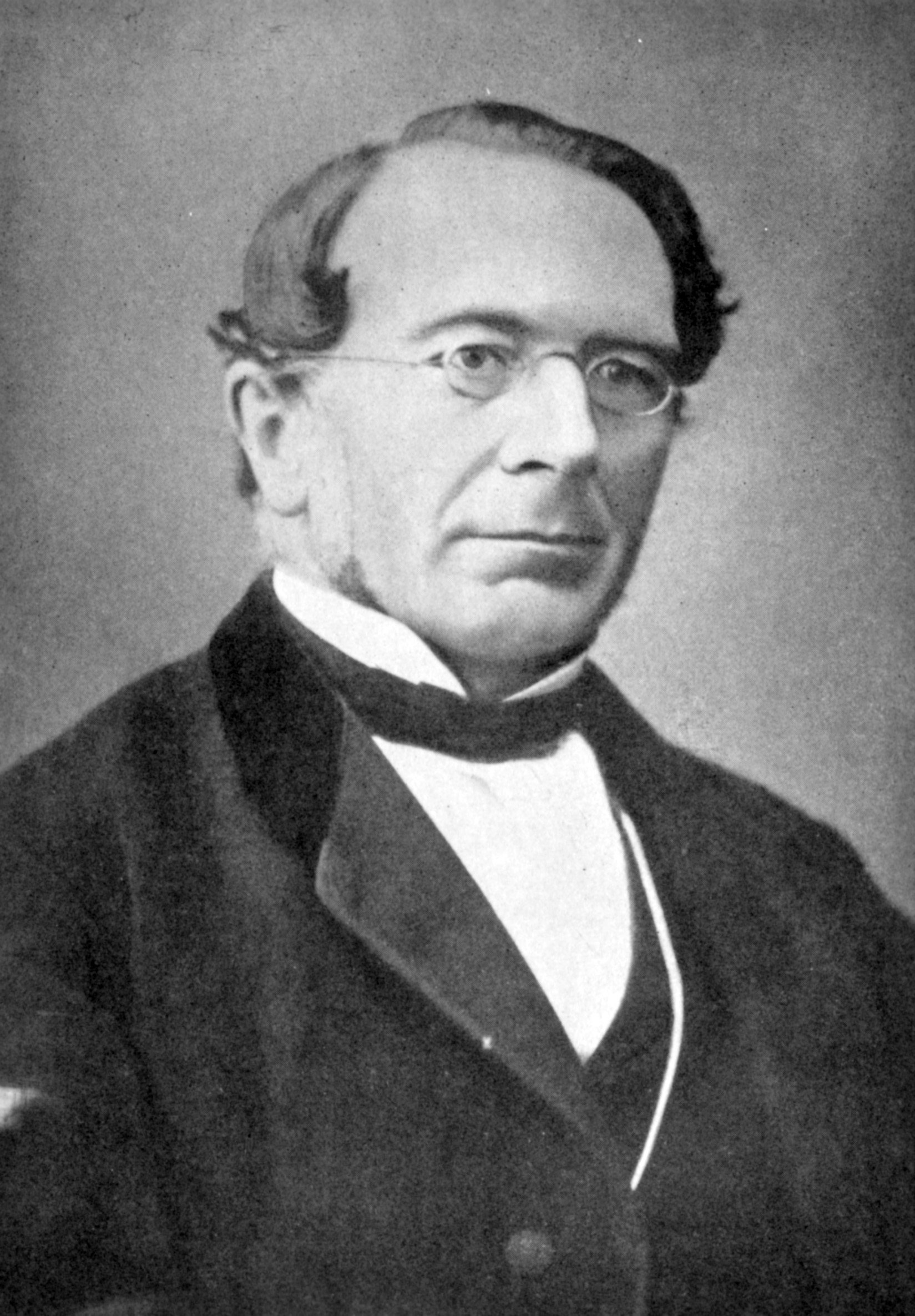
Rudolf von Jhering.

Nel 1865, con la pubblicazione dell'opera di Jhering Der Geist des römischen Rechts auf den verschiedenen Stufen seiner Entwicklung («Lo spirito del diritto romano nei diversi gradi del suo sviluppo»), il formalismo si presenta come un fenomeno storico-culturale che non caratterizza il solo diritto. In Jhering la forma è ciò che dà esteriore visibilità a sentimenti, pensieri e volizioni. Assecondando questa visione, egli formula la sua ipotesi per il diritto, avvertendo del pericolo di un formalismo troppo stringente, di un formalismo vincolato, minuzioso, e stabilendo, comunque, che non può esservi diritto senza formalismo.

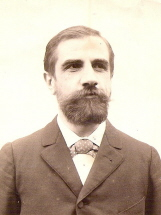
François Gény.

Nel XX secolo il concetto giuridico di forma trova la sua stabilità teorica. François Gény, nell'opera Science et technique en droit privé positif, mette in relazione il formalismo con l'esigenza di oggettiva riconoscibilità dei valori giuridici, descrivendo la forma come un elemento esteriore e sensibile («un élément extérieur et sensible») in grado di manifestare fenomeni immateriali. E chiude così il suo ragionamento: «Noi definiremo come forma ogni fenomeno sensibile che riveste esteriormente un fenomeno capace di produrre creazione, modificazione o trasferimento di diritti soggettivi» («nous définirons donc la forme, tout élément sensible, qui revêt extérieurement un phénomène de nature à produire création, modification, extinction ou transfert de droit subjectif»).

Ma, secondo Emilio Betti, spetta a Francesco Carnelutti il merito di «avere elaborato la nozione di forma come categoria generale».
Betti, nel suo scritto del 1955 intitolato Teoria generale del negozio giuridico, ricostruisce il concetto di forma, stabilendo: «Nella vita di relazione un atto non è riconoscibile agli altri se non attraverso la sua forma». Per Betti la forma è una «realtà sensibile» che dev'essere intesa nel senso delineato dal filosofo socialista Adelchi Baratono come «rapporto unitario di elementi sensibili». Le forme per il Betti hanno una funzione rappresentativa, perché «per il tramite di forme rappresentative [...] , gli uomini pervengono a intendersi tra loro e a costituire nei rapporti reciproci comunioni di spiritualità».
Attraverso le conclusioni di Betti si supera l'opposizione fra il formale e il non formale. Difatti, la dottrina suole distinguere fra sistemi formali (come, ad esempio, il diritto romano antico) e sistemi non formali (come il diritto privato moderno), nonché fra atti, negozi, contratti formali e atti, negozi, contratti non formali. Se si tiene conto delle conclusioni dianzi citate, però, tutti i sistemi giuridici sono formali, giacché (come ben vide Jhering) senza formalismo non v'è fenomeno giuridico. La distinzione di cui si parla, invero, non è da bollare come erronea e non si deve dar a essa l'ostracismo, ma sarebbe più corretto distinguere (ricorrendo alla nomenclatura del Carnelutti) fra «forme libere» (più elastiche e adattabili a ogni esigenza della vita sociale) e «forme vincolate» (determinate in via eteronoma e richieste affinché un atto sia valido, come, ad esempio, statuisce l'articolo 1350 del codice civile italiano).

## Aspetti problematici

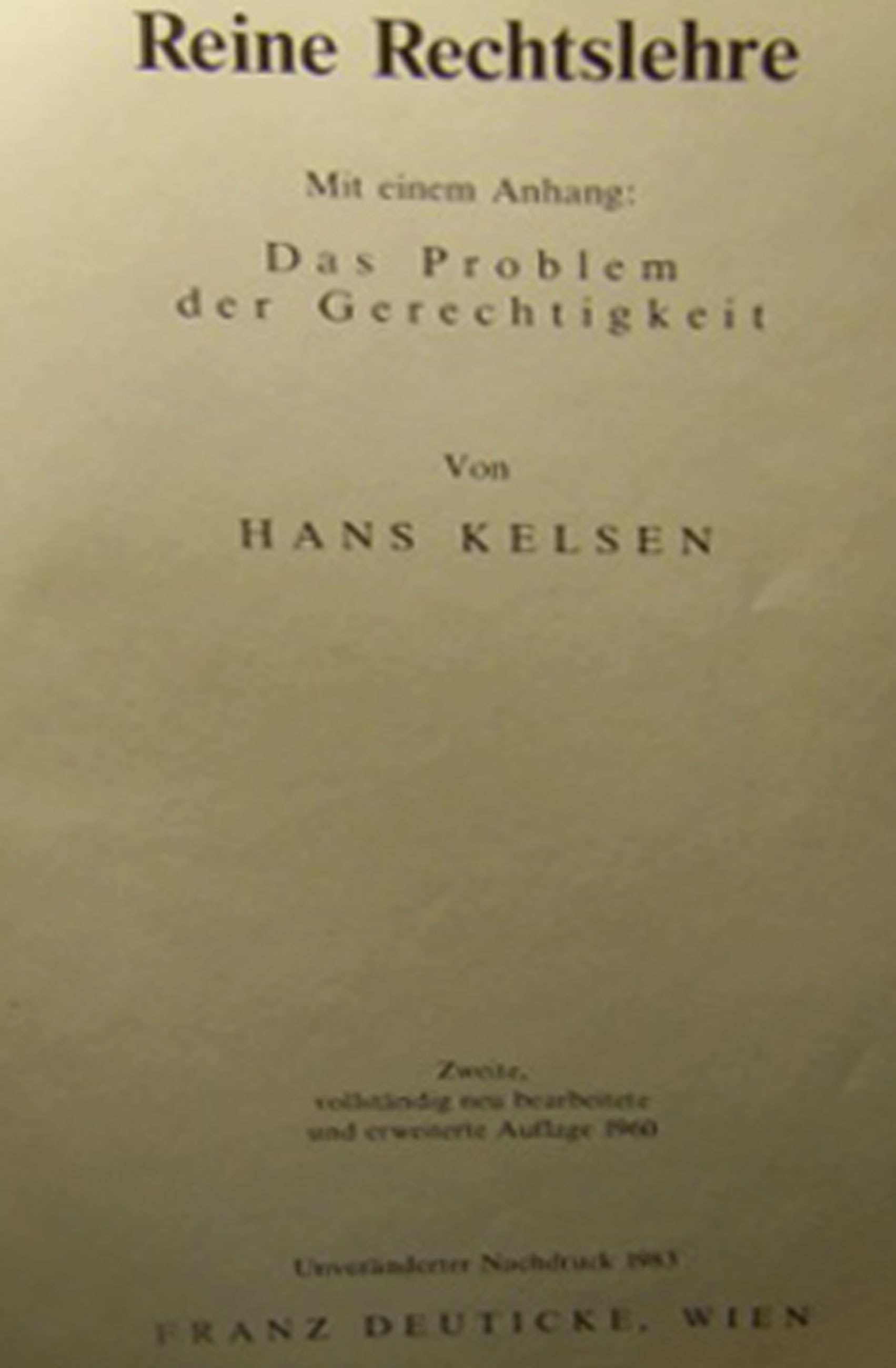
Il frontespizio della Reine Rechtslehre.

Ciò che rende arduo il ricorso a un'interpretazione esclusivamente formale del diritto è rinvenibile nella teoria pura di Kelsen. Difatti, la teoria pura kelseniana afferma recisamente il significato oggettivo della norma giuridica e fonda la difesa dell'oggettività sul significato formale e univoco delle norme giuridiche, escludendo ogni possibile alternativa di sensi. Inoltre, sempre per eccessiva preoccupazione di oggettività, Kelsen nega ai dottori di guardare oltre la forma e cogliere gli interessi reali in gioco.
Egli postula la distinzione fra interpretazione del giurista scienziato e quella del giudice o di altro organo amministrativo. In questa visione l'interpretazione autoritativa, giudiziaria o amministrativa, è sempre creazione di nuovo diritto ed essa soltanto può guardare oltre il testo formale della norma per cogliere gli interessi reali in gioco. Lo scienziato del diritto, invece, se vuol restare su terreno scientifico, non può andare oltre il testo e deve fermare la propria opera interpretativa davanti a ogni alternativa di sensi.

La dottrina pura di Kelsen conduce la scienza giuridica in un paradosso: le impone di essere presente solo ove il significato del testo da interpretare sia manifestamente chiaro e univoco, impedendole, al contrario, di intervenire per rendere più chiara la lettera della legge ove essa presenti alternative di sensi.

La circostanza che un testo presenta sempre alternative di sensi finisce per eliminare ogni utilità della scienza giuridica nel processo interpretativo. Inoltre, la distinzione e la contrapposizione fra interpretazione scientifica e interpretazione autoritativa fa venir meno il senso della scienza del diritto.

La teoria pura, adunque, si rivela una semplice teoria generale del diritto che, nata con la pretesa di difendere il giuspositivismo e nel giuspositivismo l'oggettività dei valori giuridici formali, elimina ogni possibilità di realizzare una scienza giuridica positiva a causa di un angusto formalismo.